# A-Town Down Under
A-Town Down Under è stato un tag team di wrestling sotto contratto con la WWE composto da Austin Theory e Grayson Waller. Il duo ha vinto una volta il WWE Tag Team Championship.

## Storia

### WWE (2023 - Presente)
Con il Draft del 2023, sia Grayson Waller e Austin Theory sono passati a SmackDown, il primo arrivava da NXT mentre il secondo da Raw. In seguito i due si sono uniti formando gli A-Town Down Under e nel loro primo mach come tag team hanno sconfitto i Brawling Brutes formati da Butch e Ridge Holland. Nella puntata di SmackDown del 13 ottobre il duo ha avuto la possibilità di sfidare Cody Rhodes e Jey Uso per i titoli di coppia senza però vincere.
Grazie alle vittorie contro The O.C. e gli Street Profits, Theory e Waller si sono qualificati a un six-pack ladder match per entrambi i titoli di coppia della WWE a WrestleMania XL. Gli A-Town Down Under sono riusciti a vincere la cintura di SmackDown, gli WWE Tag Team Championship, mentre i titoli di Raw sono stati vinti dagli Awesome Truth. Il loro regno terminò dopo 90 giorni dopo la sconfitta contro i DIY, ovvero Johnny Gargano e Tommaso Ciampa.
Gli A-Town Down Under nel settembre presserò parte a diverse puntate di NXT e l'8 ottobre hanno sfidato senza successo i Fraxiom per gli NXT Tag Team Championship.
Nella puntata di SmackDown del 24 gennaio, il general manager dello show blu, Nick Aldis, ha annunciato che gli A-Town Down Under si sarebbero trasferito a Raw. Nello stesso periodo hanno preso parte ad alcuni episodi di NXT, a Vengeance Day hanno affrontato Oba Femi in un triple threat match per il NXT Championship, con la vittoria del campione.

## Titoli e riconoscimenti
- WWE
  - WWE Tag Team Championship (1)[3]